# ثقافة ويلز

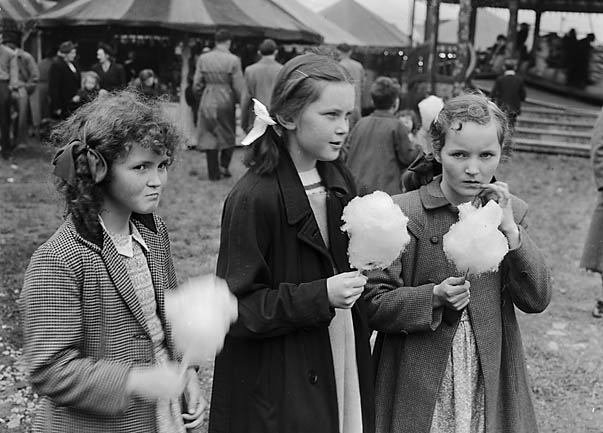
فتيات في القديم ياكلون غزل البنات

ويلز دولة في بريطانيا العظمى تتمتع بثقافة مميزة، بما في ذلك لغتها وعاداتها وسياستها وأعيادها وموسيقاها. تُمثل ويلز بشكل أساسي برمز التنين الويلزي الأحمر، ولكن الشعارات الوطنية الأخرى تشمل الكراث والنرجس البري.
رغم مشاركة العديد من العادات مع الدول الأخرى في المملكة المتحدة، إلا أن ويلز لها تقاليدها وثقافتها المميزة الخاصة بها، ومنذ أواخر القرن التاسع عشر فصاعدًا، اكتسبت ويلز صورتها الشعبية على أنها أرض الأغنية، ويرجع ذلك جزئيًا إلى تقليد إيستدفود.

## تطور ثقافة ويلز

### التأثيرات التاريخية
حُددت ويلز على أنها مأهولة بالبشر منذ حوالي 230 ألف عام، كما يتضح من اكتشاف إنسان نياندرتال في موقع بونثيود العائد للعصر الحجري القديم في شمال ويلز. بعد العصر الروماني المُحتل، نشأ عدد من الممالك الصغيرة في ما يعرف الآن بويلز. تأثرت هذه الممالك المبكرة أيضًا بأيرلندا؛ لكن التفاصيل قبل القرن الثامن الميلادي غير واضحة. شملت الممالك خلال تلك الممالك غينويد وباويس وديهيوبارث.
في حين أن رودري العظيم في القرن التاسع كان أول حاكم يسيطر على جزء كبير من ويلز، إلا أن التوحيد لم يحدث حتى عام 1055 عندما وحد غروفيد أب ليوهين الممالك الويلزية الفردية وبدأ في ضم أجزاء من إنجلترا. قُتل غروفيد، ربما في تبادل إطلاق نار بين رجاله، في 5 أغسطس 1063 بينما سعى هارولد غودوينسون لإشراكه في معركة. حدث هذا قبل ما يزيد قليلاً عن ثلاث سنوات من الغزو النورماندي لإنجلترا، ما أدى إلى تغيير جذري في ثروة ويلز. بحلول عام 1070، شهد النورمانديون بالفعل نجاحات في غزوهم لويلز، إذ سقط غوينت ونُهبت ديهوبارث. يبدو أن الغزو قد اكتمل بحلول عام 1093.
ومع ذلك، تمرد الويلزيون ضد حكامهم الجدد في العام التالي، وأعيد تأسيس الممالك الويلزية واستُعيدت معظم الأراضي من النورمانديين خلال العقود التالية. بينما نمت قوة غوينيد، فُككت باويز بعد وفاة ليوين أب مادوغ في ستينيات القرن الحادي عشر ولم يُعاد توحيدها أبدًا. ثار ليونيد العظيم في غوينيد وأعاد توحيد غالبية ويلز حتى وفاته عام 1240. بعد وفاته، تدخل الملك هنري الثالث ملك إنجلترا لمنع دافيد أب ليوين من وراثة أراضي والده خارج غوينيد، ما أدى إلى الحرب. تعارضت ادعاءات خليفته، ليويلن أب غروفود، مع ادعاءات إدوارد الأول ملك إنجلترا؛ أدى ذلك إلى غزو ويلز من قبل القوات الإنجليزية.
نمت قوة ونفوذ عائلة تيودور بنمينيد خلال القرنين الثالث عشر والخامس عشر، إذ امتلكوا أولاً أرضًا في شمال ويلز، لكنهم فقدوها بعد أن دعم ماريدود أب تودور انتفاضة أوين غليندور عام 1400. حول ابن ماريدود، أوين أب ماردود أب تودور، اسمه ليصبح إنلجيزيًا وأصبح أوين تيودور، وكان هو جد هنري تيودور. تولى هنري عرش إنجلترا عام 1485، في نهاية حروب الوردتين، عندما هزمت قواته قوات ريتشارد الثالث في معركة بوسورث فيلد. استمر آل تيودور في الحكم من خلال العديد من الملوك المتعاقبين حتى عام 1603، عندما تولى جيمس الأول (جيمس السادس ملك اسكتلندا) العرش عن آل ستيوارت؛ كانت جدته الكبرى مارغريت تيودور.

### الهوية والقومية
تؤكد القومية الويلزية على تميز اللغة والثقافة والتاريخ الويلزيين، وتدعو إلى تقرير أكبر للمصير في ويلز، والذي قد يشمل المزيد من السلطات المفوضة للجمعية الويلزية أو الاستقلال الكامل عن المملكة المتحدة. على الرغم من وجود إحساس بالأمة داخل ويلز لأكثر من 1500 عام، فإن فكرة أن ويلز يجب أن تكون دولة حديثة لتقرر مصيرها لم تُطرح إلا منذ منتصف القرن الثامن عشر. خلال القرن الخامس عشر، شن أوين غليندور حملته بنجاح أولي لإعادة تأسيس ويلز كدولة مستقلة عن السيطرة الإنجليزية.

## الرموز
تشمل الرموز الوطنية لويلز التنين والنرجس البري والكراث. تذكر الأسطورة أن الكراث يعود إلى القرن السابع، عندما كان الملك كادوالادر من غوينيد يُلبس جنوده الخضار أثناء المعركة ضد الساكسونيين لتسهيل التعرف عليهم. على الرغم من سرد هذه القصة نفسها في القرن السابع عشر، إلا أنها تُنسب الآن إلى القديس دافيد. أول إشارة مؤكدة للكراث كشعار ويلزي كانت عندما قدم للأميرة ماري، ابنة هنري الثامن، كراث من قبل خادم الحرس في يوم القديس دافيد عام 1537. استخدمت ألوان الكراث في زي الجنود تحت قيادة إدوارد الأول ملك إنجلترا.
يُقال أيضًا أن كادوالدار قد أدخل معيار التنين الأحمر، على الرغم من أن هذا الرمز قُدم على الأرجح إلى الجزر البريطانية من قبل القوات الرومانية التي حصلت عليها بدورها من الداسيانيين. قد يكون أيضًا إشارة إلى كلمة دريغ الويلزية في القرن السادس، والتي تعني القائد. اعتُمد المعيار من قبل النورمانديين خلال القرن الحادي عشر، واستخدم في المعيار الملكي الإسكتلندي. أخذ ريتشارد الأول ملك إنجلترا معيار التنين الأحمر معه في الحملة الصليبية الثالثة.
كان كلا الرمزين شائعين لدى ملوك تيودور، إذ أضاف هنري السابع ملك إنجلترا (هنري تيودور) الخلفية البيضاء والخضراء إلى معيار التنين الأحمر. نسي آل ستيوارت الرمزين، الذين فضلوا وحيد القرن بدلاً من ذلك. بحلول القرنين السابع عشر والثامن عشر، أصبح من الشائع في بريطانيا العظمى أن يرتدي طبقة النبلاء الكراث في يوم القديس دافيد. في عام 1807، وُضع ممر تنين أحمر يقف على تل كشارة ملك ويلز. بعد تزايد الشعور القومي في عام 1953، اقتُرح إضافة شعار التنين الأحمر يأخذ زمام المبادرة إلى العلم. استُقبل هذا بشكل سيئ، وبعد ست سنوات تدخلت الملكة إليزابيث الثانية لإعادة العلم الحالي لوضعه.
النرجس البري هو تطور حديث، أصبح شائعًا خلال القرن التاسع عشر. ربما كان مرتبطا بالكراث. الكلمة الويلزية للنرجس البري تترجم لكراث القديس بطرس. خلال القرن العشرين، ارتفع النرجس ليُتنافس شهرة الكراث كرمز لويلز. أكد رئيس الوزراء ديفيد لويد جورج أن النرجس البري له مكان في تنصيب إدوارد، أمير ويلز. اشتهر الزي الويلزي التقليدي والقبعة الويلزية خلال القرن التاسع عشر وأوائل القرن العشرين. ارتدت الأميرة ألكسندرينا فيكتوريا (الملكة فيكتوريا فيما بعد) قبعة صنعت لها عندما زارت ويلز في عام 1832. وقد اشتهرت القبعة من خلال لوحة سالم 1908 لسيدني كورنو فوسبر، ولكن بحلول ذلك الوقت كان استخدامها قد تراجع.

## اللغة
اللغتان الرئيسيتان في ويلز هما الإنجليزية والويلزية. على مر القرون، كانت اللغة الويلزية عاملاً مركزياً في مفهوم ويلز كأمة. مما لا شك فيه أن اللغة الويلزية من أقوى اللغات السلتية، والأرقام الصادرة عن مكتب الإحصاءات الوطنية المأخوذة من تعداد عام 2011، تظهر أن 19% من السكان يتحدثون الويلزية.